# The Naked Brothers Band
The Naked Brothers Band ist eine US-amerikanische Mockumentary über eine Kinderrockband. Den Grundstein hierfür legten Nat und Alex Wolff. Die „Naked Brothers Band“ ist gleichzeitig eine real existierende Band. Neben den Filmen und der TV-Serie kamen 2008 die Videospiele zu „The Naked Brothers Band“ heraus.

## Naked Brothers Band (Die Band)

### Geschichte
Als Nat und Alex Wolff sehr jung waren, stiegen sie eines Tages aus der Badewanne und verkündeten, während sie im Apartment herumtanzten, „We are the Naked Brothers Band!“. Eine Band war geboren. Im Vorschulalter gründete Nat Wolff gemeinsam mit Freunden die „Silver Boulders“, Alex Wolff stieg als Schlagzeuger ein. Zur Band gehörten seine besten Freunde David Levi und Thomas Batuello, Joshua Kaye, Ann Currys Sohn Walker und Julianne Moores Sohn Caleb Freundlich. Mit den „Silver Boulders“ machte Nat Wolff zum ersten Mal auf sich aufmerksam, als er in der Folge der Anschläge des 11. Septembers seinen Geburtstag in einer Feuerwache feierte und dabei ein selbst geschriebenes Lied "Firefighters" vortrug. In dieser Formation traten die Freunde auf Hochzeiten und anderen Festen auf. Als sie älter wurden, änderten sie den Namen wieder in „The Naked Brothers Band“.

### Heute
Die Wolff Brüder treten auf Tour oder sonst mit einer anderen Besetzung als „Naked Brothers Band“ auf. Dazu gehören die professionellen Musiker Jacob Hertzog (Gitarre), Misty Boyce (Keyboard), Chris Muir (Bass), and Boris Pelekh (Gitarre, Percussion). Mit „Nat und Alex Wolff: Fully Dressed and on Tour“ starteten sie im Herbst 2008 ihr Tourdebüt. Weiter besteht noch die Band, mit den sechs Darstellern der Serie. Alle beherrschen im normalen Leben ihre Instrumente.

## The Naked Brothers Band - Junge Rockstars Privat (TV-Serie)
Die Serie ist eine sogenannte Mockumentary. Sie startete am 3. Februar 2007 in den USA auf dem Kinderkanal „Nickelodeon“. In Deutschland wurde die Serie auf Nick erstmals am 20. Oktober 2007 ausgestrahlt. Bisher lief in Deutschland nur die erste Staffel.
Die Serie zählt in den USA zu den erfolgreichsten Kindersendungen für sechs bis 14-jährige. Die Premiere sahen 3,8 Millionen Zuschauer. Damit erreichte Nickelodeon die höchsten Einschaltquoten seit sieben Jahren. Aktuell läuft in den USA die 3. Staffel. In dieser sind mehr 60-Minuten-Specials als TV-Filme vertreten als bisher. Eine einfache Folge dauert ca. 30 Minuten. Die Serie wurde 2009 nach drei Staffeln mit insgesamt 40 Folgen eingestellt.

### Geschichte und Idee
Im Sommer 2004 drehte Polly Draper „The Naked Brothers Band: Der Film“. Draper, die Mutter von Nat und Alex Wolff, schrieb das Drehbuch, führte Regie und war als Produzentin tätig. 2005 lief die Independent-Produktion als Beitrag beim Hamptons International Filmfestival, und gewann dort den Zuschauerpreis für den besten Familienfilmbeitrag. Albie Hecht, Vorstand bei Nickelodeon Networks und Produzent der Serie, war unter den Zuschauern und erkannte das Potential dieser Idee. Nickelodeon übernahm das Konzept mit geringfügigen Änderungen.
Zum Start 2007 wurde den Serienentwicklern vorgeworfen, die erfolgreiche Disneyproduktion Hannah Montana mit Miley Cyrus zu kopieren. Das konnte Draper weit von sich weisen, da der Film bereits 2005 auf dem Hamptons International Filmfestival lief, lange bevor Hannah Montana ihre Fernsehpremiere hatte. Schnell entwickelte sich „The Naked Brothers Band“ (Originaltitel USA) zum Quotenhit. Um den Serienstart zu bewerben, wurden im Internet Musikvideos der NBB angeboten. Die Videos wurden elf Millionen Mal abgerufen und die Wolff-Brüder noch vor dem Start der Serie bekannt. Draper sagte dazu in einem Zeitungsinterview:
„They were so excited. The show hasn't even aired yet and now walking down the streets kids are calling out their names. They can't believe it.“ Übersetzung: „Sie waren so aufgeregt. Die Show wurde noch nicht einmal ausgestrahlt, [aber] wenn sie auf der Straße gehen, rufen Kinder ihre Namen. Sie können es nicht glauben.“

### Musik
Das Wesentliche und das Besondere an NBB ist die Musik. Texte und Melodien der NBB Lieder stammen ausschließlich von Nat Wolff, einige schrieb sein Bruder Alex. Es handelt sich um Musik von Kindern für Kinder. Es gab unbestätigte Gerüchte, dass der Vater der beiden, der Jazz-Pianist und Bandleader Michael Wolff, bei den NBB-Ohrwürmern wie „I Don't Want To Go To School“, „Eventually“ oder „Blueberry Cotton“ als Ghostwriter mitgewirkt hat. Nat Wolff, der meist am heimischen Piano seine Lieder komponiert, hat klare Regeln, dazu gehört, dass seine Eltern nicht seine Texte beschneiden. Michael Wolff sagte dazu in einem Zeitungsinterview, Nat habe bei Musik seinen eigenen Kopf. „It's art, we don't interfere.“ Übersetzung: „Es ist Kunst, wir mischen uns nicht ein.“
Die ersten Lieder, wie „Crazy Car“, zählen zum sogenannten Bubblegumpop. Dieses Genre trifft auf viele neue Veröffentlichungen wie im Album „I Don't Want To Go To School“ nicht mehr zu. Die Musik wurde rockiger, und die Texte (wie z. B. "Face In The Hall") befassen sich ernsthaft mit den Problemen Heranwachsender.

### Handlung
The NBB - Junge Rockstars privat (deutscher Titel) dokumentiert das Leben einer weltberühmten, sechsköpfigen Kinderrockband. Die Kamera begleitet sie auf dem roten Teppich, zu Konzerten und erlebt mit, wie die jungen Rockstars von Fans gejagt werden. Gleichzeitig zeigt sie das normale Leben zwischen Schule, erster Liebe und anderen „normalen“ Problemen, die im Laufe des Erwachsenwerdens aufkommen und gelöst werden müssen. Die Liebesgeschichte um Nat, der in die Bassistin Rosalina verknallt ist, wird in den ersten beiden Staffeln immer wieder aufgegriffen. Die Dialoge zeichnen sich durch Wortwitz und ironische Seitenhiebe aus, der in der deutschen Synchronfassung häufig verloren geht. Manche Situationen werden bewusst überzogen dargestellt. Erwachsene, wie Vater Sonny, gespielt von Michael Wolff, machen sich in der Show häufig zum Narren. Das gefällt den jungen Zuschauern.
Obwohl die Serie sich am realen Leben der beiden Wolff-Brüder und ihrer Freunde orientiert, sind die Geschichten nur fiktiv. Die Darsteller spielen die Rockstars, sind es im wirklichen Leben aber nicht. Der riesige Erfolg der NBB bringt es mit sich, dass Fiktion auf Wirklichkeit trifft.

### Stammbesetzung
| Name             | Rolle                                                                        |
| ---------------- | ---------------------------------------------------------------------------- |
| Nat Wolff        | Nat: Alter 11–14 Jahre, Bandleader, Sänger, Komponist, Keyboarder, Gitarrist |
| Alex Wolff       | Alex: Alter 8–10, Schlagzeuger                                               |
| David Levi       | David: Alter 11–13, Main Keyboarder                                          |
| Thomas Batuello  | Thomas: Alter 11–13, Cellist                                                 |
| Qaasim Middleton | Qaasim: Alter 11–13, Gitarrist                                               |
| Allie DiMeco     | Rosalina: Alter 13–16, Bassistin                                             |
| Cooper Pillot    | Cooper: Alter 11–13, Bandmanager                                             |
| Michael Wolff    | Mr. Wolff / Sonny (Vater): Akkordeonspieler & Vater                          |
| Jesse Draper     | Jesse Cook: Bandbegleiterin, Babysitterin, Tänzerin für die Musikvideos      |

#### Regelmäßige Nebenrollen
| Name             | Rolle |
| ---------------- | --- |
| Tim Draper       | Direktor Schmoke: Direktor der „Amigos Elementary School“ |
| Daniel Raymont   | „Regisseur“ der Musikvideos (Staffel 1 + 2) „Wing“ Indischer Guru als Choreograf für die Tour (Staffel 2) „Abdul“ Jesses Freund in Valentines Dream Date (Staffel 3) |
| Catherine Curtin | Betty: Sonnys Freundin bzw. Exfreundin (Staffel 1–3) |
| Emily Richardson | Patty Scoggins: Coopers Freundin |
| Teala Dunn       | Juanita: Alter 7–10, Alex’ Schwarm / Freundin |
| Billy Draper     | Billy Timmerman: Einer der drei Timmerman Brothers / Jesses ahnungsloser Freund                                                                                      |
| Adam Draper      | Donnie Timmerman: Einer der drei Timmerman Brothers / Jesses ahnungsloser Freund                                                                                     |
| Coulter Mulligan | Johnny Timmerman: Einer der drei Timmerman Brothers / Jesses ahnungsloser Freund                                                                                     |
| Eleanor Draper   | Tessy: Jesses Schwester / Tänzerin in den Musikvideos |
| Lisa Mulligan    | Bessy: Jesses Schwester / Tänzerin in den Musikvideos |

#### Gastauftritte
Dazu kommen noch Gastauftritte von Stars aus Musik, Film, Fernsehen und Sport meist als sie selbst u. a. Natasha Bedingfield, Mitchie Brusco (jüngster Skateboardprofi der USA), Phil Collins, Miranda Cosgrove, David Desrosiers, Snoop Dogg, Tobin Esperance, Jules Feiffer, Whoopi Goldberg, Tony Hawk, Victoria Justice, Simon Kirke, Cyndi Lauper, George Lopez, Joel Madden, Scott Martin, Julianne Moore, Matt Pinfield, Keli Price (Bobby Love), Tony Shalhoub und Uma Thurman.

### Crew
- Director:
  - Polly Draper (die meisten Episoden)
  - Melanie Mayron (weitere Episoden)
  - Jonathan Judge (drei weitere Episoden und eine besondere in Staffel 2)
- Drehbuch:
  - Polly Draper (die meisten Episoden)
  - Magda Liolis (andere Episoden)
  - Will McRobb und Chris Viscardi (Staffel 1: Episode 11 und 12)
- Creator: Polly Draper
- Executive Producer:
  - Polly Draper (alle Episoden)
  - Albie Hecht (aller Episoden)
- Musik Supervisor: Michael Wolff (alle Episoden)
- Musikproduzent:
  - Michael Wolff (alle Episoden)
  - Michael A. Levine (alle Episoden)
- Co-Executive Producer: Michael Wolff (alle Episoden)
- Consulting Producer: Tim Draper (alle Episoden)
- Hersteller:
  - Ken H. Keller (alle Episoden)
  - Caron Rudner - Keller (alle Episoden)
- Director of Photography: Ken H. Keller (alle Episoden)
- Line Producer: Caron Rudner - Keller (alle Episoden)
- Herausgeber: Craig Cobb (alle Episoden)
- Extra Castings:
  - Tuffy Questall (alle Episoden)
  - Serena Stanley (alle Episoden)
- Casting Directors:
  - Sharon Lieblein (alle Episoden)
  - Lauren Maxwell - Scott (alle Episoden)
- Art Department: Craig Cobb (alle Episoden)
- Komponist (music score):
  - Nat Wolff (die meisten Songs)
  - Alex Wolff (weitere Songs)

## Fernsehfilme
- The Naked Brothers Band: Der Film, erster Film, zuerst gezeigt am 25. Oktober 2005 auf dem Hamptons International Filmfestival, Pilotfilm zur späteren Serie, 27. Januar 2007
- The Naked Brothers Band: Battle Of The Bands, 6. Oktober 2007
- The Naked Brothers Band: Sidekicks, 21. Januar 2008
- The Naked Brothers Band: Polarbears, 6. Juni 2008 (Writers Guild Award 2009 für das beste Kinderfilmdrehbuch an Polly Draper)[11]
- The Naked Brothers Band: Mystery Girl, 18. Oktober 2008
- The Naked Brothers Band: Operation Mojo, 18. Oktober 2008
- The Naked Brothers Band: Naked Idol, 14. März 2009
- The Naked Brothers Band: The Premiere, 11. April 2009
- The Naked Brothers Band: No School Fool´s Day, 13. Juni 2009

Das Datum bezieht sich auf die Erstausstrahlung in den USA auf Nickelodeon Networks. In Deutschland liefen bisher „Der Film“ und „Battle Of The Bands“.

## Diskografie

### Alben
The Naked Brothers Band - Digital EP Music from the Movie, 3. Januar 2008, Nick Records
1. Motormouth
2. That's How It Is
3. Hardcore Wrestlers with Inner Feelings
4. Rosalina
5. I Need You

The Naked Brothers Band, 9. Oktober 2007, Sony
1. If That's Not Love (Titellied der Serie)
2. Taxi Cab
3. Banana Smoothie
4. Crazy Car
5. Girl of My Dreams
6. Fishing for Love
7. I Indeed Can See
8. I'm Out
9. Sometimes I'll Be There
10. L.A.
11. I Could Be
12. Beautiful Eyes
13. Run
14. Nowhere (I Miss My Family)
15. Alien Clones
16. Long Distance*
17. Catch Up with the End*
18. CD-Rom Track*

I Don't Want to Go to School, 15. April 2008, Sony
1. I Don't Want to Go to School
2. Eventually
3. Mystery Girl
4. I'll Do Anything
5. I've Got a Question
6. Body I Occupy
7. Why
8. Proof of My Love
9. If You Can Make It Through the Rain
10. Three Is Enough
11. Everybody's Cried at Least Once
12. Great Trip
13. Tall Girls, Short Girls... You*
14. Changing*
15. CD-ROM Track*

Black Sheep, 11. Oktober 2011, Saddleup Records (nur Nat und Alex Wolff)
1. Illuminated
2. Thump Thump Thump
3. Maybe
4. Disappointed
5. 18
6. Greatest Prize
7. Lullaby
8. Colorful Raindrops
9. Monday Afternoon
10. Losing You To The Crowd
11. I Won't Love You Any Less
12. Sitting in my Sorrow*
13. The Party*
14. Help Me Understand*
15. Hey Bartholomew*
16. Thump Thump Thump*

Throwbacks, 15. Oktober 2013, Saddleup Records
1. Curious
2. Just A Girl I Know
3. All I Needed
4. I Feel Alone
5. Yes We Can (feat. Natasha Bedingfield und Leon Thomas III)
6. Blueberry Cotton
7. Little Old Nita
8. Your Smile
9. The World (As We Know It Today)
10. Jesse
11. No Night Is Perfect
12. Scary World
13. Fire

Table For Two, 15. Juni 2023, Saddleup Records (nur Nat und Alex Wolff)
1. San Francisco
2. Winter Baby
3. Lucky You
4. Head's On Loose
5. All Over You
6. Table For Two
7. If I'm Gonna Die
8. Mother I Heard From Your Lawyer
9. 25
10. Want
11. Interlude
12. Mainline
13. All My Plans (Shake)
14. Moon
15. All Over You (Voice Memo)
16. Glue

Die mit * gekennzeichneten Titel sind nur in den Bonusversionen enthalten.

### Singles
- Crazy Car, 2007
- If That's Not Love, 9. Oktober 2007, Titellied der Serie
- I Don´t Want to Go to School, 15. April 2008
- Face In The Hall, 14. Oktober 2008

## Preise und Auszeichnungen
- Im September 2009 wurde die Band in der Kategorie „Fave International Band“ (Beliebteste Internationale Band) für den Australian Kids Choice Award nominiert.